# Cheiraster planeta
Cheiraster planeta is een zeester uit de familie Benthopectinidae.
De wetenschappelijke naam van de soort werd in 1889 gepubliceerd door Percy Sladen.